# Rhynchozoon discus
Rhynchozoon discus är en mossdjursart som först beskrevs av James Barrie Kirkpatrick 1888.  Rhynchozoon discus ingår i släktet Rhynchozoon och familjen Phidoloporidae. Inga underarter finns listade i Catalogue of Life.